# 38 إليذا
إليذا (أو 38 إليذا وفق تسمية الكوكب الصغير) (بالإنجليزية: 38 Leda)‏ هو كويكب ضمن حزام الكويكبات؛ وهو الكويكب الثامن والثلاثون من حيث ترتيب الاكتشاف.
اكتشف جان شاكورناك هذا الكويكب في الثني عشر من يناير سنة 1856؛ وأسماه إليذا، على اسم إحدى الآلهة وفق الأساطير الإغريقية.